# 마르셀 자비처
마르셀 자비처(독일어: Marcel Sabitzer, 1994년 3월 17일 ~ )는 오스트리아의 축구선수로, 현재 독일 분데스리가의 보루시아 도르트문트 소속이다. 포지션은 미드필더, 윙어이다.

## 국가대표 경력
2012년 6월 5일, 그는 루마니아와의 경기에서 오스트리아 축구 국가대표팀으로 데뷔하게 된다.

### 국가대표 득점
| #  | 날짜            | 장소                                            | 상대       | 골  | 결과 | 대회                 | 참고  |
| -- | --------------- | ----------------------------------------------- | ---------- | --- | ---- | -------------------- | ----- |
| 1. | 2014년 5월 30일 | 오스트리아 인스브루크, 티볼리 노이              | 아이슬란드 | 1–0 | 1–1  | 친선 경기            | [ 1 ] |
| 2. | 2014년 6월 4일  | 체코 올로모우츠, 안드루프 스타디온              | 체코       | 1–0 | 2–1  | 친선 경기            | [ 2 ] |
| 3. | 2015년 10월 9일 | 몬테네그로 포드고리차, 포드고리차 시티 스타디움 | 몬테네그로 | 3–2 | 3–2  | UUEFA 유로 2016 예선 | [ 3 ] |

## 여담
아버지는 전 축구 선수 헤어프리드 자비처이며, 사촌은 토마스 자비처이다.

## 수상

#### 아드미라 바커 뫼들링
- 오스트리아 퍼스트 리그 : 2010-11

#### 레드불 잘츠부르크
- 오스트리아 분데스리가 : 2014-15
- 오스트리아 컵 : 2014-15

#### 바이에른 뮌헨
- 분데스리가 : 2021-22
- DFL 슈퍼컵 : 2022

#### 맨체스터 유나이티드
- EFL컵 : 2022-23

### 개인
- 오스트리아 올해의 선수 : 2017
- 오스트리아 분데스리가 도움왕 : 2014-15
- 분데스리가 시즌의 팀 : 2019-20
- 분데스리가 이 달의 득점 : 2021년 2월
- 키커 분데스리가 시즌의 팀 : 2019-20
- 오스트리아 컵 득점왕 : 2014-15
- UEFA 챔피언스리그 시즌의 팀 : 2019-20, 2023-24
- UEFA 챔피언스리그 도움왕 : 2023-24